# Tuxedo Jazzband
Tuxedo Jazzband bildades 1994 och spelar traditionell jazz med inslag av folkmusik från olika kulturer. Musikalisk ledare är Per Dywling kornett, trombon, barytonhorn och munspel. I orkestern ingår klarinettisten och underhållaren Rolf Carvenius, som 1999 skapade Jazzens Museum i Strömsholm. Bandets trombonist är Lasse Höbinger, som även sjunger och spelar flygelhorn, barytonhorn och gitarr. Staffan Algell spelar banjo, gitarr och klarinett. Kontrabasisten Stefan Ramnell alternerar också på sousafon. Peter Stenson, trumslagare och sångare, vann 1958 den stora TV-Jazzen med Lars Färnlöfs kvartett. Tuxedo Jazzband har givit ut 7 CD.